# ナティーノ・ディプラン
ナティーノ・ディプラン （Nattino Diplan、1993年12月30日 - ）は、ドミニカ共和国出身のプロ野球選手（投手）。右投右打。

## 経歴
2013年にミルウォーキー・ブルワーズと契約。2019年までルーキーリーグ、1A、2Aでプレー。
2019年12月2日、同じテスト生であるエスタミー・ウレーニャとともに読売ジャイアンツと育成契約に合意し入団。
2020年は、一軍オープン戦（阪神戦）で先発して5回3失点、二軍練習試合（西武戦）で5回3安打無失点とまずまずの結果を残し、また26歳以上の新入団外国人育成選手の支配下登録期限が3月末という規約があることから、最終日である3月31日に支配下選手として登録された。背番号は96。
8月26日の東京ヤクルトスワローズ戦でNPB初登板初先発したが、山田哲人と村上宗隆に本塁打を浴びるなど1回3安打3失点で降板した。二軍で再調整したのち、11月4日の広島東洋カープ戦で中継ぎとして登板したが、1回1/3を4安打2失点と、またも抑えられなかった。一軍登板はこの2試合のみで、防御率19.29と結果を残すことができなかった。オフの11月11日に戦力外通告を受け、12月2日に自由契約公示された。
2021年は独立リーグであるパイオニアリーグのロッキーマウンテン・バイブスと契約した。7月21日、監督の移籍に同行する形でメキシカンリーグのモンクローバ・スティーラーズへ移籍した。モンクローバでは4試合に登板したが、0勝1敗、防御率8.10と結果を残せなかった。8月には退団しロッキーマウンテンに復帰した。ロッキーマウンテンでは通算で10試合に登板し、1勝3敗、防御率7.96の成績だった。

## 詳細情報

### 年度別投手成績
| 年 度    | 球 団    | 登 板 | 先 発 | 完 投 | 完 封 | 無 四 球 | 勝 利 | 敗 戦 | セ 丨 ブ | ホ 丨 ル ド | 勝 率 | 打 者 | 投 球 回 | 被 安 打 | 被 本 塁 打 | 与 四 球 | 敬 遠 | 与 死 球 | 奪 三 振 | 暴 投 | ボ 丨 ク | 失 点 | 自 責 点 | 防 御 率 | W H I P |
| -------- | -------- | ----- | ----- | ----- | ----- | -------- | ----- | ----- | -------- | ----------- | ----- | ----- | -------- | -------- | ----------- | -------- | ----- | -------- | -------- | ----- | -------- | ----- | -------- | -------- | ------- |
| 2020     | 巨人     | 2     | 1     | 0     | 0     | 0        | 0     | 0     | 0        | 0           | ----  | 16    | 2.1      | 7        | 3           | 2        | 0     | 1        | 2        | 1     | 0        | 5     | 5        | 19.29    | 3.86    |
| NPB：1年 | NPB：1年 | 2     | 1     | 0     | 0     | 0        | 0     | 0     | 0        | 0           | ----  | 16    | 2.1      | 7        | 3           | 2        | 0     | 1        | 2        | 1     | 0        | 5     | 5        | 19.29    | 3.86    |

- 2020年度シーズン終了時

### 年度別守備成績
| 年 度 | 球 団 | 投手  | 投手  | 投手  | 投手  | 投手  | 投手     |
| 年 度 | 球 団 | 試 合 | 刺 殺 | 補 殺 | 失 策 | 併 殺 | 守 備 率 |
| ----- | ----- | ----- | ----- | ----- | ----- | ----- | -------- |
| 2020  | 巨人  | 2     | 0     | 1     | 0     | 1     | 1.000    |
| NPB   | NPB   | 2     | 0     | 1     | 0     | 1     | 1.000    |

- 2020年度シーズン終了時

### 記録
- 初登板・初先発登板：2020年8月26日、対東京ヤクルトスワローズ12回戦（明治神宮野球場）、1回3失点で勝敗つかず
- 初奪三振：同上、1回裏に山崎晃大朗から空振り三振

### 背番号
- 024 （2019年12月2日 - 2020年3月30日）
- 96（2020年3月31日 - 同年終了）